# Þrælatindur
Þrælatindur är en bergstopp i republiken Island. Den ligger i regionen Austurland, 400 km öster om huvudstaden Reykjavík. Toppen på Þrælatindur är 742 meter över havet.
Närmaste större samhälle är Neskaupstaður, nära Þrælatindur. Trakten runt Þrælatindur består i huvudsak av gräsmarker.